# Euphaedra (Euphaedrana) janetta
Euphaedra (Euphaedrana) janetta es una especie de  Lepidoptera, de la familia Nymphalidae,  subfamilia Limenitidinae, tribu Adoliadini, pertenece al género Euphaedra, subgénero (Euphaedrana). (Butler, 1871).

## Subespecies
- Euphaedra (Euphaedrana) janetta campaspoides (Hecq, 1985)
- Euphaedra (Euphaedrana) janetta insularis (Hecq, 1985)
- Euphaedra (Euphaedrana) janetta janetta
- Euphaedra (Euphaedrana) janetta or (Hecq, 1987)
- Euphaedra (Euphaedrana) janetta remota (Hecq, 1991)

## Localización
Esta especie de Lepidoptera y sus subespecies se encuentran distribuidas en Sierra Leona, Camerún, Bioko y Zaire, Liberia, Ghana, Togo, Benín, Nigeria, República Centroafricana y la República Democrática del Congo, (África).